# جاده ۶۵ (ایران)
جادهٔ ۶۵ ایران جاده‌ای مهم از شمال به جنوب ایران است که تهران را به جنوب استان بوشهر متصل می‌کند. این جاده یکی از معروف‌ترین جاده‌ها در ایران است که از تهران (اسلامشهر) آغاز شده، از رباط کریم، پرندک، زرندیه، ساوه، سلفچگان، دلیجان (مرکزی)، میمه، شاهین شهر، اصفهان، شهرضا، آباده، صفاشهر، سعادت شهر، مرودشت، زرقان، شیراز، کوار، فیروزآباد و جم عبور کرده و در سیراف به اتمام می‌رسد که در مجموع ۱۲۰۸ کیلومتر را پوشش می‌دهد. با گسترش شبکه آزادراهی ایران بخش زیادی از این جاده کنار زده شده و رونق خود را از دست داده است.
این جاده از استان تهران شروع شده و از استان‌های مرکزی، اصفهان، فارس عبور کرده و به استان بوشهر می‌رسد.

## تابلوها

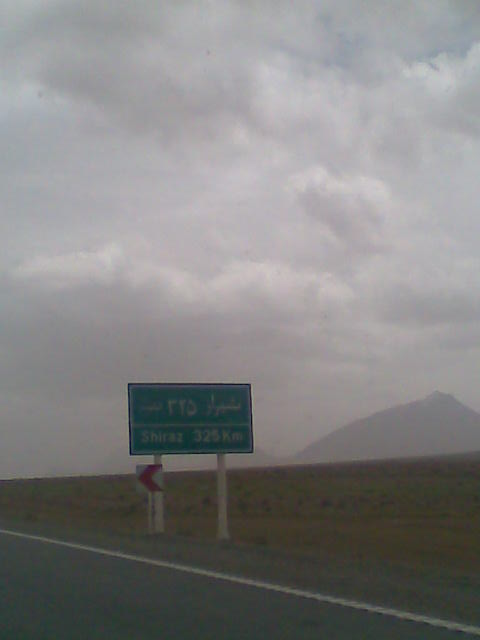
تابلوی جاده شیراز
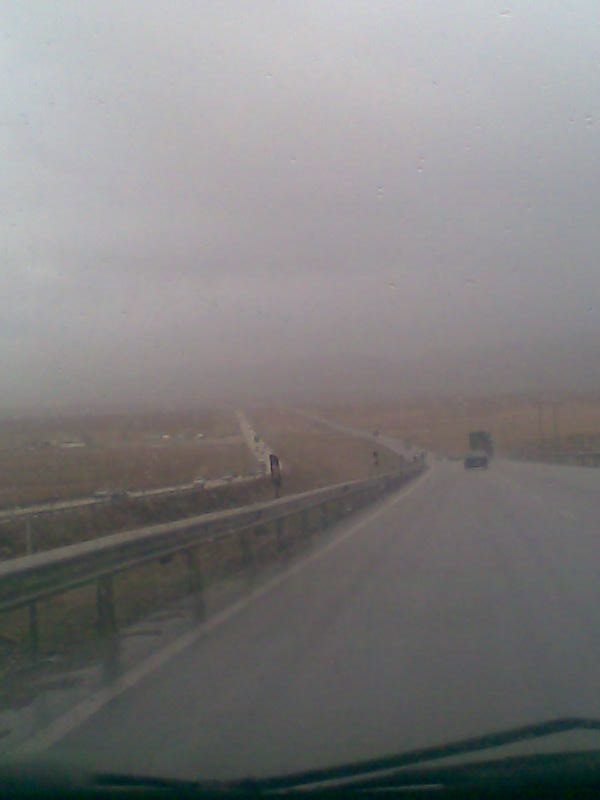
بزرگراه نزدیک کولی‌کش
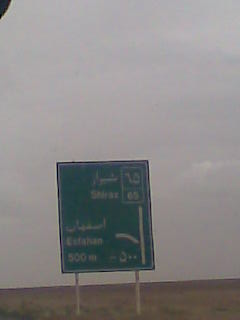
اصفهان-آباده
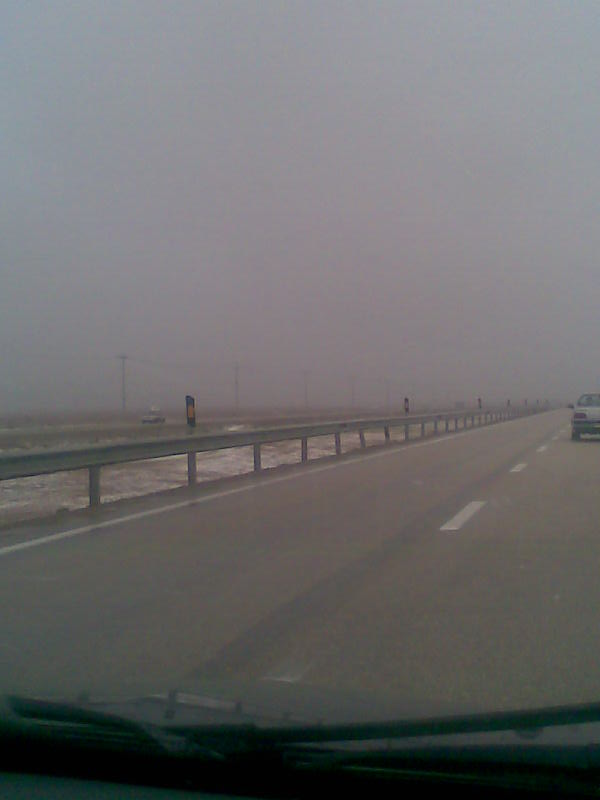
یک روز برفی در کولی‌کش نزدیکی آباده
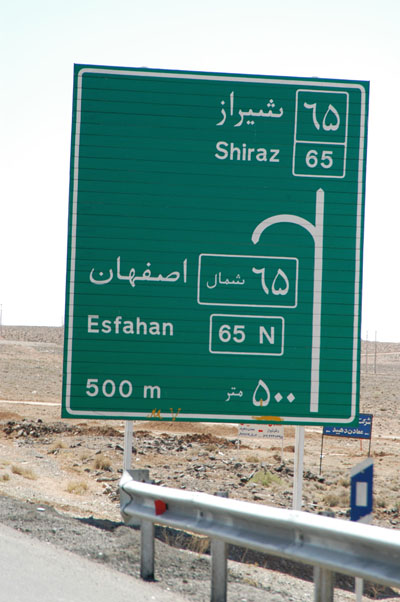